# Distrito de Koch Bihar
Koch Bihar (en bengalí: কোচবিহার জেলা) es un distrito de la India en el estado de Bengala Occidental. Código ISO: IN.WB.KB.
Comprende una superficie de 3 387 km².
El centro administrativo es la ciudad de Koch Bihar.

## Demografía
Según censo 2011 contaba con una población total de 2 822 780 habitantes, de los cuales 1 369 190 eran mujeres y 1 453 590 varones.